# BOD1L2
BOD1L2 (англ. Biorientation of chromosomes in cell division 1 like 2) – білок, який кодується однойменним геном, розташованим у людей на довгому плечі 18-ї хромосоми. Довжина поліпептидного ланцюга білка становить 172 амінокислот, а молекулярна маса — 18 075.
| 10         |  | 20         |  | 30         |  | 40         |  | 50         |
| ---------- |  | ---------- |  | ---------- |  | ---------- |  | ---------- |
| MADGGGGGSG |  | GAGPASTRAS |  | GGGGPINPAS |  | LPPGDPQLIA |  | IIVGQLKSRG |
| LFDSFRRDCK |  | ADVDTKPAYQ |  | NLSQKADNFV |  | STHLDKQEWN |  | PPANDNQLHD |
| GLRQSVVQSG |  | RSEAGVDRIS |  | SQVVDPKLNH |  | IFRPQIEQII |  | HEFLVAQKEA |
| AVPALPPEPE |  | GQDPPAPSQD |  | TS         |  |            |  |            |

A: Аланін

C: Цистеїн

D: Аспарагінова кислота

E: Глутамінова кислота

F: Фенілаланін

G: Гліцин

H: Гістидин

I: Ізолейцин

K: Лізин

L: Лейцин

M: Метіонін

N: Аспарагін

P: Пролін

Q: Глутамін

R: Аргінін

S: Серин

T: Треонін

V: Валін

W: Триптофан

Задіяний у таких біологічних процесах, як клітинний цикл, поділ клітини, мітоз. 
Локалізований у цитоплазмі, цитоскелеті, хромосомах, центромерах, кінетохорі.